# Stora Förö
Stora Förö är en liten ö i Västra Frölunda socken, Göteborgs södra skärgård. Ön är genom landhöjningen nu förenad via ett näs med Lilla Förö. Båda öarna har en yta på 54 hektar.
Det finns ett gravröse på ön, men några belägg för äldre bofast befolkning på ön finns inte. Fynd från stenåldern finns även på ön, och på Lilla Förö finns flera tomtningar. Enligt tradition skall Förö ha skänkts till Donsö men belägg för detta saknas. Stora Förö har främst utnyttjats till bete för får och skogstäkt och när snickarmästaren Axel Hellqvist 1927 besökte ön under en båtutflykt fanns ingen skog alls på ön. 1932 lyckades han förmå Motorbåtsföreningen Delfin där han var medlem att köpa ön, och 1934 hade man rest stommarna till 80 små sommarstugor på ön.
Idag finns omkring 100 stugor på ön. Sedan 2005 är en av stugorna permanentbostad.